# مايكل بي جوردن
مايكل بي جوردن (بالإنجليزية: Michael B. Jordan) (مواليد 9 فبراير 1987 في سانتا آنا كاليفورنيا) ممثل أمريكي. اشتهر بدور «أوسكار غرانت» في فيلم الدراما محطة فروتفيل سنة 2013 ، وإيضا عرف بدور الملاكم «أدونيس كريد» في سلسلة أفلام روكي كريد سنه 2015 ، اشتهر مؤخرا بدور «إريك كيلمونجر» في النمر الأسود سنة 2018.

## النشأة
ولد مايكل في سانتا آنا (كاليفورنيا) وهو الابن الأوسط بين ثلاثة أطفال، حينما كان في الثانية رحلت عائلته إلى (نيوجيرسي) حيث بدأ لعب كرة السلة، ولم يكن في خطته أن يصبح ممثلاً، لكنه في تلك الآونة بدأ يعمل كموديل للعديد من الشركات.

## أعماله

### أفلام
| السنة | أسم الفيلم                        | الدور                       | ملاحظات |
| ----- | --------------------------------- | --------------------------- | ------- |
| 1999  | أسود وأبيض                        | تين #2                      |         |
| 2001  | كرة صلبة                          | جمال                        |         |
| 2002  | التنصت                            | والاس                       |         |
| 2007  | انقطاع التيار الكهربائي           | سي جي                       |         |
| 2009  | القس براون                        | طارق براون                  |         |
| 2012  | الذيول الحمراء                    | موريس "بومبس" ويلسون        |         |
| 2012  | وقائع                             | ستيف مونتغمري               |         |
| 2013  | محطة فروتفيل                      | أوسكار غرانت                | [ 6 ]   |
| 2013  | عصبة العدالة : مفارقة نقطة الوميض | سايبورغ (دور صوتي)          |         |
| 2014  | تلك اللحظة المحرجة                | وايت ريفرز                  |         |
| 2015  | فنتاستك فور                       | جوني ستورم (الشعلة البشرية) | [ 7 ]   |
| 2015  | كريد                              | أدونيس كريد                 | [ 8 ]   |
| 2018  | النمر الأسود                      | إريك كيلمونجر               | [ 9 ]   |
| 2018  | كريد 2                            | أدونيس كريد                 | [ 10 ]  |

### ألعاب إلكترونية
| السنة | أسم اللعبة          | الدور          | ملاحظات  |
| ----- | ------------------- | -------------- | -------- |
| 2011  | جيرز أوف وور 3      | جايسون ستراتون | دور صوتي |
| 2016  | ان بي اي / تو كي 17 | الشاب العادل   |          |
| 2017  | قلب ويلسون          | كورت موسبي     | دور صوتي |

## وصلات خارجية
مايكل بي جوردن على موقع IMDb (الإنجليزية)
- مايكل بي جوردن على موقع ميتاكريتيك (الإنجليزية)
- مايكل بي جوردن على موقع روتن توميتوز (الإنجليزية)
- مايكل بي جوردن على موقع مونزينجر (الألمانية)
- مايكل بي جوردن على موقع ألو سيني (الفرنسية)
- مايكل بي جوردن على موقع ميوزك برينز (الإنجليزية)
- مايكل بي جوردن على موقع أول موفي (الإنجليزية)
- مايكل بي جوردن على موقع بوكس أوفيس موجو (الإنجليزية)
- مايكل بي جوردن على موقع قاعدة بيانات الأفلام السويدية (السويدية)
- مايكل بي جوردن على موقع إن إن دي بي (الإنجليزية)